# Зажим для галстука

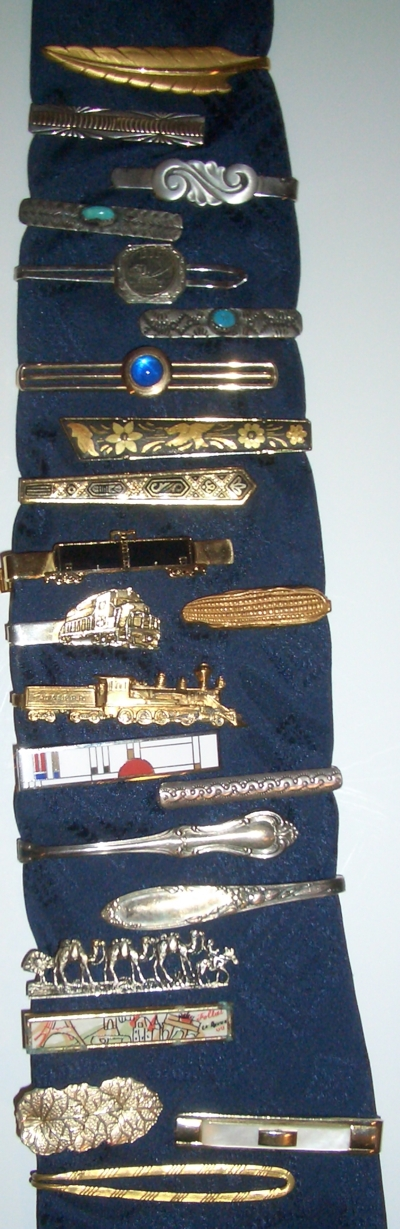
Различные виды и типы зажимов для галстука

Зажи́м для га́лстука (га́лстучный зажи́м) — традиционный мужской аксессуар, предназначенный для крепления галстука к передней части рубашки.
Зажим не позволяет галстуку выбиваться или раскачиваться, что обеспечивает более аккуратный и элегантный вид владельца. Зажимы для галстука обычно изготавливаются из металла (в том числе драгоценных металлов — золота и серебра) и часто имеют декоративные элементы и украшения, такие как гравировка или знаки принадлежности к какому-либо клубу, политической партии или корпорации. Некоторые зажимы для галстука представляют собой произведение ювелирного искусства.
В скаутском движении зажим для галстука замещает собой узел, соединяет вместе концы галстука, представляет собой кольцо, в которое спереди продевают концы галстука, сплетён из коричневого кожаного шнура квадратного сечения «турецким» узлом в 3 оборота.

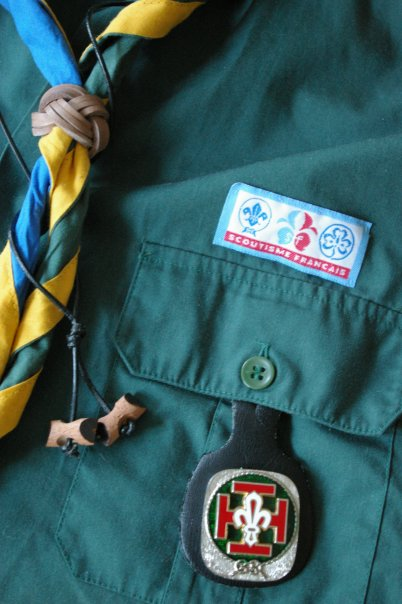
Зажим на скаутском галстуке, который завязан «турецким» узлом, под которым завязан узел Каррика — отличительный зажим скаутских руководителей, которые прошли курсы

## История
Зажимы для фиксации тех или иных элементов одежды (например, шейных платков) были известны с глубокой древности. Прообраз зажима для галстука появился в XIX веке для фиксирования галстука-ленты, но прочно вошёл в моду в своём современном виде в 1920-е годы, дополнив галстучные булавку и планку, булавку для воротника, цепочку для галстука.
В 1929 году сторонники президента США Гувера стали носить зажимы с гравировкой в виде его инициалов. Эта традиция до сих пор популярна в США в среде политиков.
С 1940 года компания The Walt Disney Company с целью укрепления корпоративного духа выпускала фирменные зажимы с изображением мультипликационных персонажей для своих сотрудников.
В США зажим для галстука является одним из немногих ювелирных украшений, которые разрешено носить военнослужащим, как мужчинам, так и женщинам.

## Порядок ношения
- Зажим для галстука должен быть расположен между третьей и четвёртой пуговицами рубашки
- Зажим должен соответствовать ширине галстука (составлять от 1/2 до 3/4 ширины галстука и ни в коем случае не быть шире галстука)
- Зажим для галстука должен гармонировать с цветовой гаммой костюма и запонками (нередко запонки и зажим покупают в комплекте)
- Зажим для галстука не носится с жилетом, так как жилет сам по себе выполняет его функцию